# 中国医生
《中国医生》（英語：Chinese Doctors），2021年上映的剧情片，导演刘伟强，主演张涵予、袁泉、朱亚文、李晨。该片是中国共产党成立100周年的献礼片。

## 剧情
《中国医生》讲述了以武汉市金银潭医院为核心的武汉医生护士以及全国的医疗工作人员援助湖北省武汉市抗击2019冠状病毒病疫情的故事。
2020年春节前夕，全国人民都沉浸在过年的喜悦中，武汉人民也不例外，但莫名的肺炎开始蔓延。一开始只是几例，接着送往金银潭医院的病人越来越多，扎堆到医院看病的患者越来越多，乌泱泱的人群、排队时几度慌乱失控的场面，时态严峻，人们也意识到了这是一次严重的传染病。之后是无助。这种无助不仅仅是病人的感受，也是医生的感受。这种新型冠状病毒狡猾而凶险，起初医生对它的了解太少，对抗它的手段也相当有限。一个个病人在医生面前死去，令医生束手无策。医生也是普通人，他们会因为治疗手法的分歧而发生言语冲突，会因为自己没有救回病人而在某个瞬间怀疑职业的意义。
接着，火神山雷神山显示的中国速度，四面八方驰援武汉的逆行者体现出的“舍小家顾大家”的家国情怀，全社会心往一处想、劲往一处使共同构筑的钢铁长城：让观众的情绪从紧张无助慢慢发生转折，一股强大的力量从内心生长而出。英雄的城市、英雄的医生、英雄的人民，爱国主义、集体主义、利他精神，以及党的领导与社会主义制度的优越性，是我们必须胜利也必然胜利的原因。
小羊医生（易烊千玺 饰）身上也有着一条鲜明的成长线。他是初出茅庐的住院医师，刚出场时会模仿张院长的走路姿势，有些顽皮；疫情爆发后，固然有所畏惧，但他也坚守阵地；因为缺乏实战经验，帮病人插管都犹豫好一会儿，直接被陶峻鄙视，陶峻甚至要他别再出现在重症室；小羊私下一遍遍训练，终于完成蜕变……小羊磨难中的成长，也是这场疫情下许多年轻人所经历的。
外卖小哥金仔（欧豪 饰）与妻子小文（周也 饰），代表的是患者与社会的视角，也是电影着墨较多的一组人物。这对年轻的小夫妻对医生有一个误解、接纳到感谢的过程，这可能也是疫情初期很多病人的心路历程；医生竭尽全力救下这对小夫妻，尤其是冒着极大风险为小文进行剖宫产，是疫情中医生全力抢救病人的缩影；金仔为了帮助有需要的人冒着风险送外卖，体现着疫情下普通人的守望相助；而疫情结束后，幸福的一家三口与文婷偶遇，也寓意着疫情总会过去，生活还在继续…… 
影片结尾，金仔和小文带着孩子和文婷重逢，这一场景想要表达的意味是明显的——勇敢、壮丽的故事过去后，留下的终归是无限的希望。这两个可爱的年轻人以后会怎样和他们的孩子讲述这段岁月？我相信，这段经历将会成为他们人生中最宝贵的财富。

## 演出
| 演员     | 角色   | 介紹       | 人物原型 |
| -------- | ------ | ---------- | -------- |
| 张涵予   | 张竞予 | 院长       | 张定宇   |
| 袁泉     | 文婷   | 重症科主任 |          |
| 朱亚文   | 陶峻   |            |          |
| 李晨     | 吴晨光 |            |          |
| 易烊千玺 | 杨小羊 | 住院医生   |          |
| 欧豪     | 金仔   |            |          |
| 周也     | 小文   |            |          |
| 冯文娟   | 辛未   | 麻醉科主任 |          |
| 宋佳     | 黄佳慧 |            |          |
| 耿乐     | 江亚元 | 院办主任   |          |
| 张子枫   | 张小枫 |            |          |
| 张天爱   | 周岚   | 护士       |          |
| 李沁     | 向南方 | 护士       |          |

- 梁大维 飾 趙津生
- 小爱
- 雅玫 飾 馬小寧
- 杨祺如 飾 張璐
- 佟丽娅 飾 吴晨光妻子
- 刘佳 飾 吴晨光母親
- 刘威 飾 吴晨光父親
- 余皑磊
- 梅婷
- 叶禾
- 蒋林燕
- 俞飞鸿 飾 林中路
- 倪虹洁 飾 周若菊(张竞予妻子)
- 冯绍峰 飾 尚正
- 周笔畅
- 张颂文 飾 黃曉陽
- 谷嘉誠
- 印小天
- 黃璐 飾 患病女子
- 张嘉倪 飾 實驗室工作人員
- 刘琳 飾 小羊母親
- 释小龙
- 万国鹏 飾 外賣小哥

## 电影歌曲
| 曲別   | 歌名           | 作曲   | 作詞   | 編曲   | 演唱者         |
| ------ | -------------- | ------ | ------ | ------ | -------------- |
| 主题曲 | 《我们不怕》   | 高进   | 高进   |        | 毛阿敏、郑云龙 |
| 插曲   | 《甘心替代你》 | 陈光荣 | 刘卓辉 |        | 毛不易         |
| 片尾曲 | 《等風雨經過》 | 周杰倫 | 方文山 | 黃雨勳 | 張學友         |

## 电影票房
| 时间          | 票房（亿元） |
| ------------- | ------------ |
| 2021年7月12日 | 3.5          |
| 2021年7月14日 | 5.64         |
| 2021年7月18日 | 8            |
| 2021年7月28日 | 12.03        |
| 2021年7月31日 | 12.38        |
| 2021年8月15日 | 13           |
| 2021年9月1日  | 13.22        |

## 制作
《中国机长》拍摄完成之后，刘伟强接受《中国医生》的任务，演员也无缝切换，另外，易烊千玺、李晨、耿乐、梅婷、叶禾、蒋林燕、周也、宋佳、俞飞鸿、倪虹洁、冯绍峰、周笔畅、张颂文、张子枫、佟丽娅等也加入到了演员阵营。中共中央宣传部、国家卫健委、国家疾控中心、湖北省卫健委、湖北省疾控中心的专家参与剧本修改。2020年4月，《中国医生》开机拍摄，同年12月23日，《中国医生》在广东省广州市杀青，取景地还包括江苏省无锡市、湖北省武汉市、上海市。

## 幕后制作
2020年4月初，武汉“解封”的第一时间，博纳影业的创作团队就深入广东援鄂医疗队进行采访，并与钟南山院士本人、广州驰援武汉第一人、广东援鄂医疗队，以及武汉市金银潭医院、华中科技大学同济医学院附属协和医院、武汉大学中南医院、武汉市中心医院等抗疫战线最前沿的数百位医护工作者面对面交流，收集到大量的第一手资料。演员们也都前往医院亲身体验，学习陪护。
拍摄场景: 《中国医生》按照1:1的比例搭建“医疗级片场”，影片拍摄全部使用医院设备严格按照真实医院建造标准打造，甚至由专业医院改造，工作人员到场验收合格后才投入拍摄。
演员们在拍摄前都进行医疗培训，学习小到如何穿防护服隔离衣，大到心脏复苏、血管穿刺、气管插管，甚至于体外膜肺ECMO（俗称“人工肺”）等抢救技术，群演中很多人也都是真正的医务工作者。所有医疗设备都可真实使用，氧气、水、电均为接通状态。

## 幕后花絮
- 该片在无锡影都拍摄期间，动用了7个摄影棚搭建场景。除了《中国新说唱》录制使用的摄影棚外，其余的都被该片租用来拍摄了 。[20]

- 该片在武汉的拍摄场景一时引起网友误解，为此剧组特地发声明辟谣 。[21]
- 张涵予在开机前，主动去金银潭医院和张定宇院长生活了三天，跟着张院长开会、查房，不仅看到了张院长的工作状态，还观察到了许多帮助塑造自己角色的重要细节 ，为拍摄做足了准备[22]。除了专门学讲湖北话之外，张涵予也仔细把握张定宇的走路姿态，有所控制地予以呈现  。[23]
- 袁泉为了演好重症医学科主任这个角色，每天都是满脸勒痕，双手发白，有一场戏她连续穿了8个小时防护服 [24] 。不仅不断练习穿防护服、学习医学知识，她还向亲历抗疫一线的医务工作者请教亲身体验 [25] 。

- 在拍《中国医生》时，摄制组、编剧采访小分队，2020年4月7日晚就把机器架在了高速路的进出口，等着拍摄离汉通道“解封”的瞬间。4月8日一早，又拍摄武汉大街小巷的人们吃热干面的场景。这是我们电影人，对这座城市的致敬。[26]

## 獎項及提名
| 年份       | 颁奖典礼                                       | 奖项                                           | 姓名           | 结果   |
| ---------- | ---------------------------------------------- | ---------------------------------------------- | -------------- | ------ |
| 2021年9月  | 北京国际电影节·第28届大学生电影节              | “光影青春”优秀国产影片                         | 《中国医生》   | 入围   |
| 2021年10月 | 第34届东京国际电影节中国电影周金鹤奖           | 最佳女主角                                     | 袁泉           | 獲獎   |
| 2021年11月 | 第十七届中美电影节金天使奖                     | 年度电影                                       | 《中国医生》   | 獲獎   |
| 2021年11月 | 第十七届中美电影节金天使奖                     | 最佳导演奖                                     | 刘伟强         | 獲獎   |
| 2021年11月 | 第34届中国电影金鸡奖                           | 最佳故事片                                     | 《中國醫生》   | 提名   |
| 2021年12月 | 第34届中国电影金鸡奖                           | 最佳男配角                                     | 朱亞文         | 提名   |
| 2021年12月 | 第34届中国电影金鸡奖                           | 最佳音樂                                       | 陳光榮、陳永健 | 獲獎   |
| 2021年12月 | 第13届澳门国际电影节                           | 最佳影片                                       | 《中国医生》   | 提名   |
| 2021年12月 | 第13届澳门国际电影节                           | 最佳女配角                                     | 袁泉           | 提名   |
| 2021年12月 | 第16届中国长春电影节                           | 金鹿奖评委会大奖                               | 《中国医生》   | 獲獎   |
| 2022年1月  | 新时代国际电影节·金扬花奖                      | 百年百部优质电影                               | 《中国医生》   | 獲獎   |
| 2022年4月  | 第33届华鼎奖中国电影满意度调查50强榜单         | 中国电影满意度调查50强榜单                     | 《中国医生》   | 第一名 |
| 2022年6月  | 广东省第十二届精神文明建设“五个一工程”评选工作 | 广东省第十二届精神文明建设“五个一工程”优秀作品 | 《中国医生》   | 入选   |
| 2022年6月  | 第33届华鼎奖                                   | 中国电影最佳影片                               | 《中国医生》   | 提名   |
| 2022年6月  | 第33届华鼎奖                                   | 中国电影最佳导演                               | 刘伟强         | 提名   |
| 2022年6月  | 第33届华鼎奖                                   | 中国电影最佳男主角                             | 张涵予         | 提名   |
| 2022年7月  | 第36届大众电影百花奖                           | 最佳导演                                       | 强             | 提名   |
| 2022年7月  | 第36届大众电影百花奖                           | 最佳编剧                                       | 于勇敢         | 提名   |
| 2022年7月  | 第36届大众电影百花奖                           | 最佳女主角                                     | 袁泉           | 獲獎   |
| 2022年7月  | 第36届大众电影百花奖                           | 最佳女配角                                     | 周也           | 提名   |
| 2022年7月  | 第36届大众电影百花奖                           | 最佳男配角                                     | 易烊千玺       | 提名   |
| 2022年7月  | 第36届大众电影百花奖                           | 影片奖                                         | 《中国医生》   | 提名   |
| 2022年9月  | 2022电影频道传媒荣誉之夜                       | 最受传媒关注女主角                             | 袁泉           | 獲獎   |
| 2023年5月  | 第19屆中國電影華表獎                           | 优秀故事片                                     | 《中国医生》   | 提名   |

## 影评
“共和国勋章”获得者，中国工程院院士、著名呼吸病学专家钟南山，在观影过程中多次流泪。他说：“最强烈的感觉是《中国医生》这部电影没有任何掩饰，非常真实地还原了在武汉早期的情况，我们遇到的困难、床位的紧张和病人的情绪，我感受到非常真实。”
《中国医生》以小情绪衬托大情怀。电影着力表现医护人员在疫情面前冒着生命危险救死扶伤的大爱，也不回避他们作为普通人的种种情感，甚至负面情绪：满怀希望却终于失望、尽了一切努力却仍然未能挽回生命的无力感，治疗效果的不确定性带来的焦虑，未能负起家庭责任的委屈与歉疚等。在身体的极度疲惫与精神的极大压力中，他们掺杂着痛苦的坚守和拼搏更显得真实而可贵，也更具有感人的力量 。（《光明日报》评）
影片中塑造的以张竞予、文婷、陶峻等为代表的医护人员群像，凸显了中国主流价值观中的集体主义和奉献精神，而每个医生身上的英雄主义气质也在影片中得到了很好的表现。《中国医生》刻画了一群个性鲜明的人物形象。这其中，张涵予饰演的张竞予原型是金银潭医院院长张定宇，而包括文婷、陶峻在内的其他医生，虽然没有明确的人物原型，但他们的事迹都让人似曾相识。相比之下，易烊千玺饰演的年轻医生杨小羊，是一个虚构的角色，从他的身上，让观众看到了一个好学、乐观和乐于助人的年轻人形象。（《北京日报》评）

## 外部連結
- 豆瓣电影上《中国医生》的資料 （简体中文）
- 香港影庫上《中国医生》的資料（繁體中文）
- 互联网电影数据库（IMDb）上《中国医生》的资料（英文）